# Handebol Clube Taubaté
Dernière mise à jour : nov. 2014.
Handebol Clube Taubaté (HC Taubaté) est un club de handball brésilien.

## Palmarès
- Championnat du Brésil de handball masculin: 3
  - 2013, 2014 et 2016
- Championnat panaméricain des clubs de handball: 4
  - 2013, 2014, 2015 et 2016
- Coupe du monde des clubs de handball :
  - 6e en 2013
  - 6e en 2014
  - 7e en 2016